# Nina Wassiljewna Sawina
Nina Wassiljewna Sawina (russisch Нина Васильевна Савина; * 29. September 1915 in Petrograd, Russisches Kaiserreich; † 1965 in Sankt Petersburg) war eine sowjetische Kanutin.

## Karriere
Nina Sawina nahm im Einer-Kajak an den Olympischen Spielen 1952 in Helsinki teil. Ihren Vorlauf gewann sie in 2:22,1 Minuten und qualifizierte sich damit für den Finallauf. In diesem war sie zwar mit 2:21,6 Minuten nochmals schneller, musste sich jedoch der Finnin Sylvi Saimo und Gertrude Liebhart aus Österreich geschlagen geben und erhielt als Drittplatzierte die Bronzemedaille.